# Chapdeuil
Chapdeuil est une commune française située dans le département de la Dordogne, en région Nouvelle-Aquitaine.

## Géographie

### Généralités
La commune de Chapdeuil est située en Ribéracois, dans le quart nord-ouest du département de la Dordogne.
Au bord de l'Euche et traversé par la route départementale (RD) 106, le petit bourg de Chapdeuil est situé, en distances orthodromiques, dix kilomètres au nord de Tocane-Saint-Apre et quinze kilomètres au nord-est du centre-ville de Ribérac.
La commune est également desservie au  nord par la RD 2.

### Communes limitrophes
Chapdeuil est limitrophe de quatre autres communes.
|                   | La Tour-Blanche-Cercles |            |
| Bourg-des-Maisons | Chapdeuil               | Saint-Just |
|                   | Grand-Brassac           |            |

### Géologie et relief

#### Géologie
Situé sur la plaque nord du Bassin aquitain et bordé à son extrémité nord-est par une frange du Massif central, le département de la Dordogne présente une grande diversité géologique. Les terrains sont disposés en profondeur en strates régulières, témoins d'une sédimentation sur cette ancienne plate-forme marine. Le département peut ainsi être découpé sur le plan géologique en quatre gradins différenciés selon leur âge géologique. Chapdeuil est située dans le troisième gradin à partir du nord-est, un plateau formé de calcaires hétérogènes du Crétacé.
La commune est, avec Cercles, située sur le sommet de l'anticlinal de La Tour-Blanche, sur un îlot de calcaire jurassique entouré de crétacé appelé boutonnière en géologie.
Les couches affleurantes sur le territoire communal sont constituées de formations superficielles du Quaternaire datant du Cénozoïque, de roches sédimentaires du Mésozoïque. La formation la plus ancienne, notée j6, date du Kimméridgien supérieur, composée de sable, grès et calcaires bioclastiques à oolithes polypiers et huîtres. La formation la plus récente, notée CFvs, fait partie des formations superficielles de type colluvions carbonatées de vallons secs : sable limoneux à débris calcaires et argile sableuse à débris. Le descriptif de ces couches est détaillé dans  la feuille « no 758 - Périgueux (ouest) » de la carte géologique au 1/50 000 de la France métropolitaine, et sa notice associée.

Carte géologique de Chapdeuil.

#### Relief et paysages
Le département de la Dordogne se présente comme un vaste plateau incliné du nord-est (491 m, à la forêt de Vieillecour dans le Nontronnais, à Saint-Pierre-de-Frugie) au sud-ouest (2 m à Lamothe-Montravel). L'altitude du territoire communal varie quant à elle entre 115 mètres à l'est, là ou l'Euche quitte la commune et entre sur celle de Saint-Just, et 186 mètres au sud, près du lieu-dit les Damneries.
Dans le cadre de la Convention européenne du paysage entrée en vigueur en France le 1er juillet 2006, renforcée par la loi du 8 août 2016 pour la reconquête de la biodiversité, de la nature et des paysages, un atlas des paysages de la Dordogne a été élaboré sous maîtrise d’ouvrage de l’État et publié en octobre 2020. Les paysages du département s'organisent en huit unités paysagères,. La commune fait partie du Périgord central, un paysage vallonné, aux horizons limités par de nombreux bois, plus ou moins denses, parsemés de prairies et de petits champs.
La superficie cadastrale de la commune publiée par l'Insee, qui sert de référence dans toutes les statistiques, est de 7,71 km2,. La superficie géographique, issue de la BD Topo, composante du Référentiel à grande échelle produit par l'IGN, est quant à elle de 7,59 km2.

### Hydrographie

#### Réseau hydrographique
La commune est située dans le bassin de la Dordogne au sein du Bassin Adour-Garonne. Elle est drainée par l'Euche, le Buffebale et un petit cours d'eau qui constituent un réseau hydrographique de plus de 8,5 km de longueur totale,.
L'Euche, d'une longueur totale de 12,21 km, prend sa source dans la commune de Bourg-des-Maisons et se jette en rive droite de la Dronne à Grand-Brassac, face à Bourdeilles,. Elle traverse la commune d'ouest en est sur plus de trois kilomètres et demi dont 700 mètres servent de limite naturelle face à Bourg-des-Maisons. Elle forme plusieurs bras et alimente les douves du château de Chapdeuil.
Le Buffebale, ou Julie dans sa partie amont, d'une longueur totale de 10,72 km, prend sa source dans la commune de La Tour-Blanche-Cercles et se jette dans l'Euche à Saint-Just en rive gauche. Il limite le territoire communal au nord sur plus de deux kilomètres face à La Tour-Blanche-Cercles.

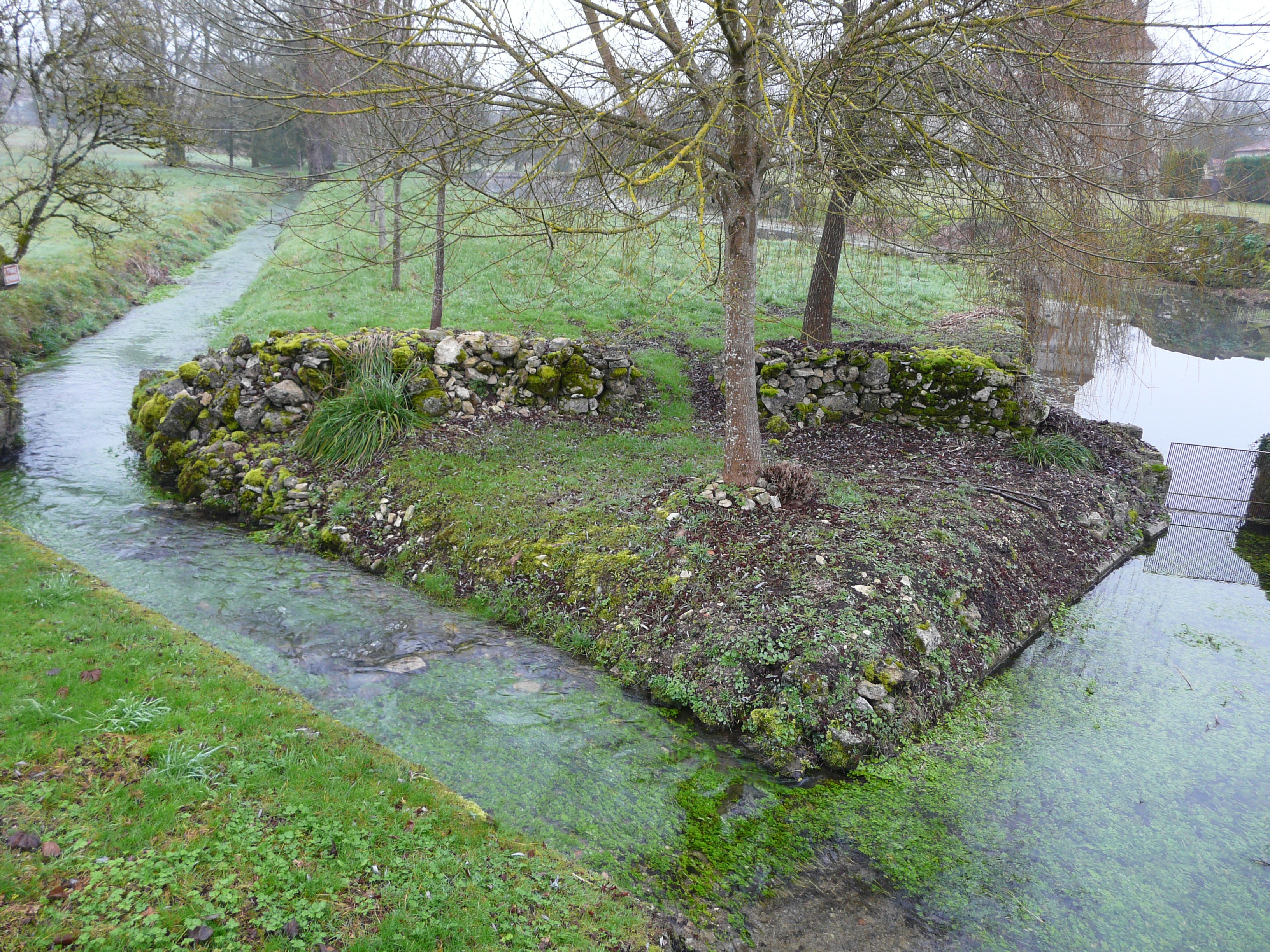
L'Euche, par le bras situé à droite, alimente les douves du château de Chapdeuil.
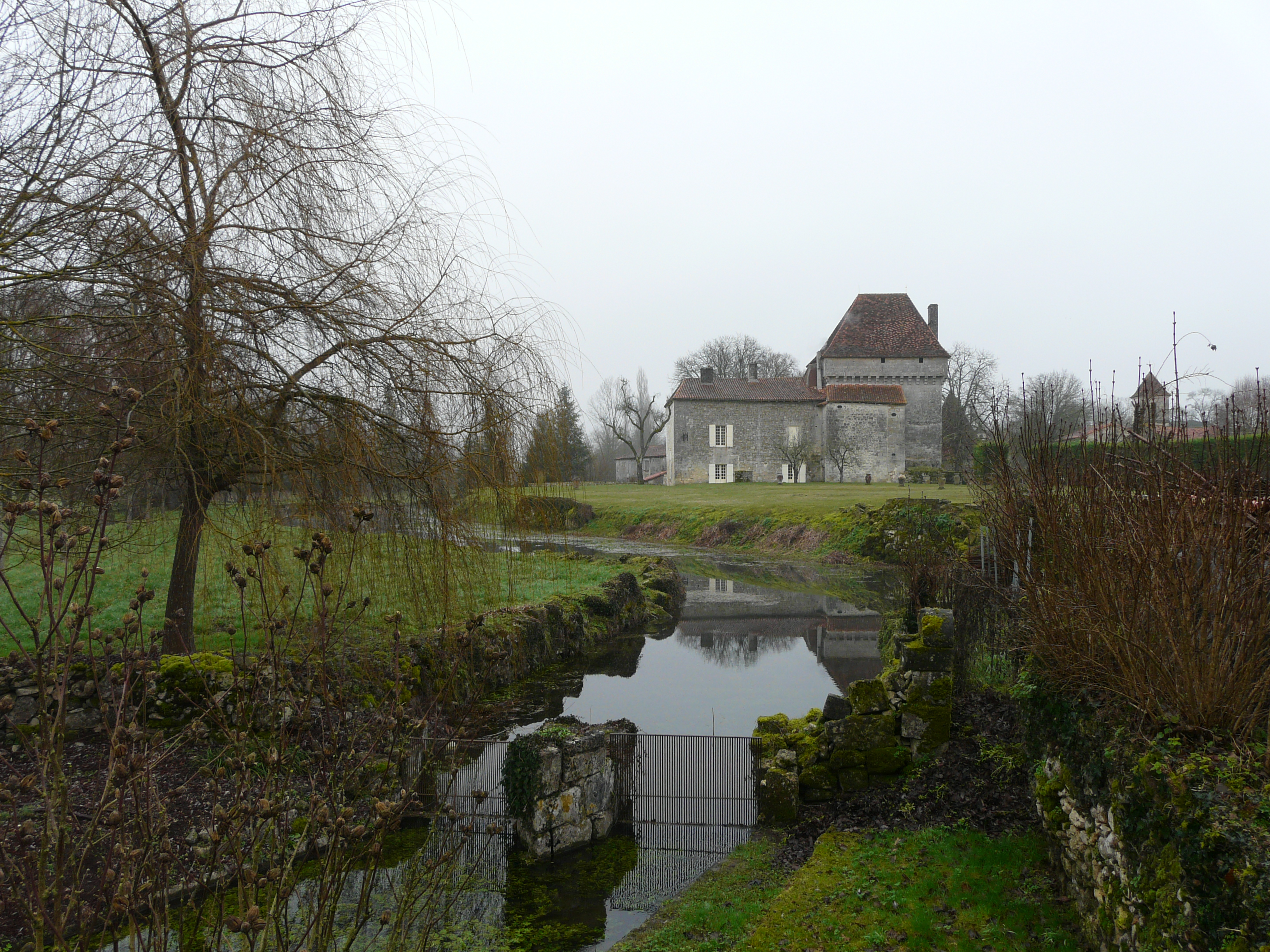
L'alimentation en eau des douves du château de Chapdeuil par l'Euche.
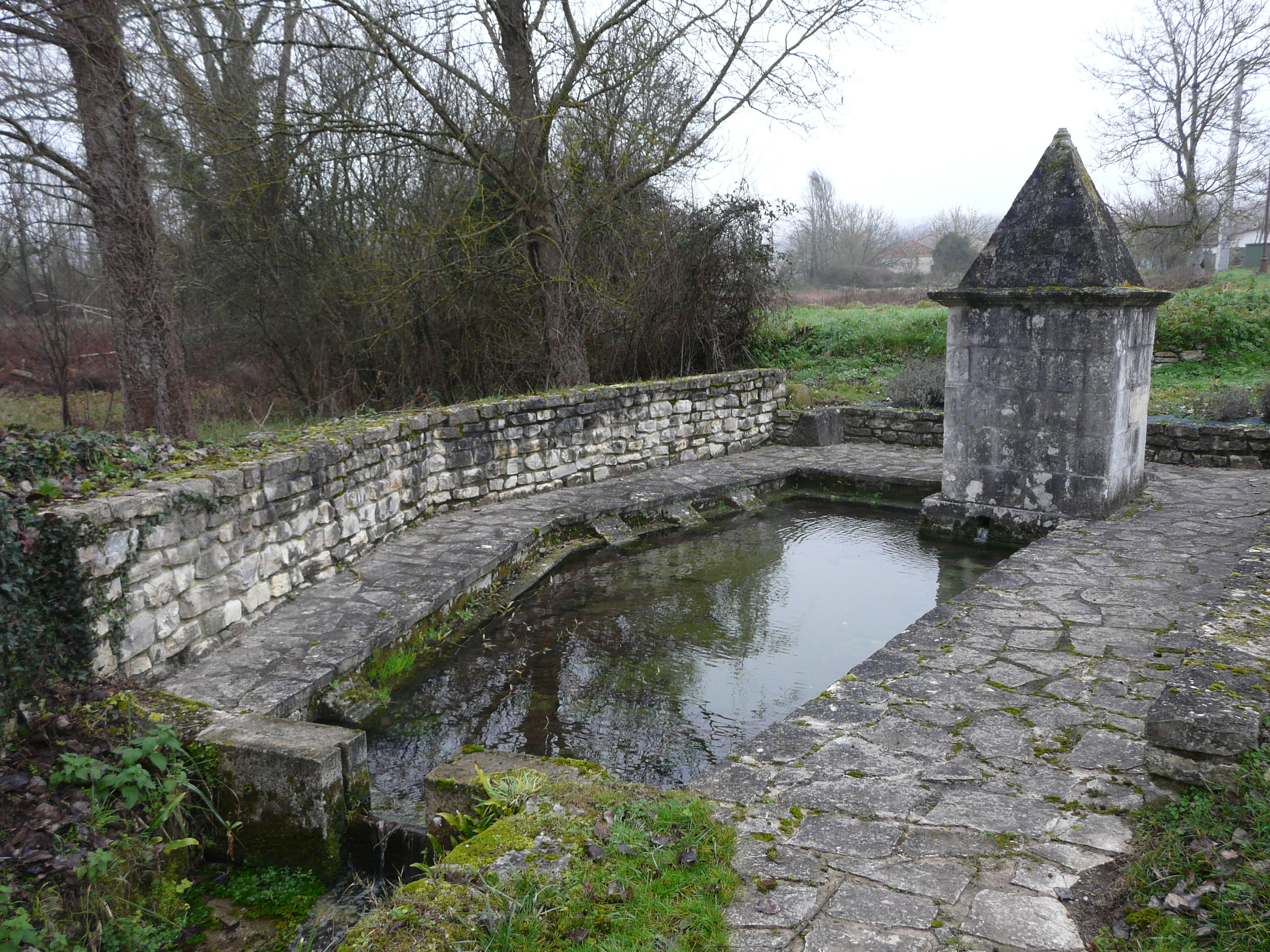
Au nord-est du bourg, lavoir et captage d'une source le long de la route menant à Fougères.
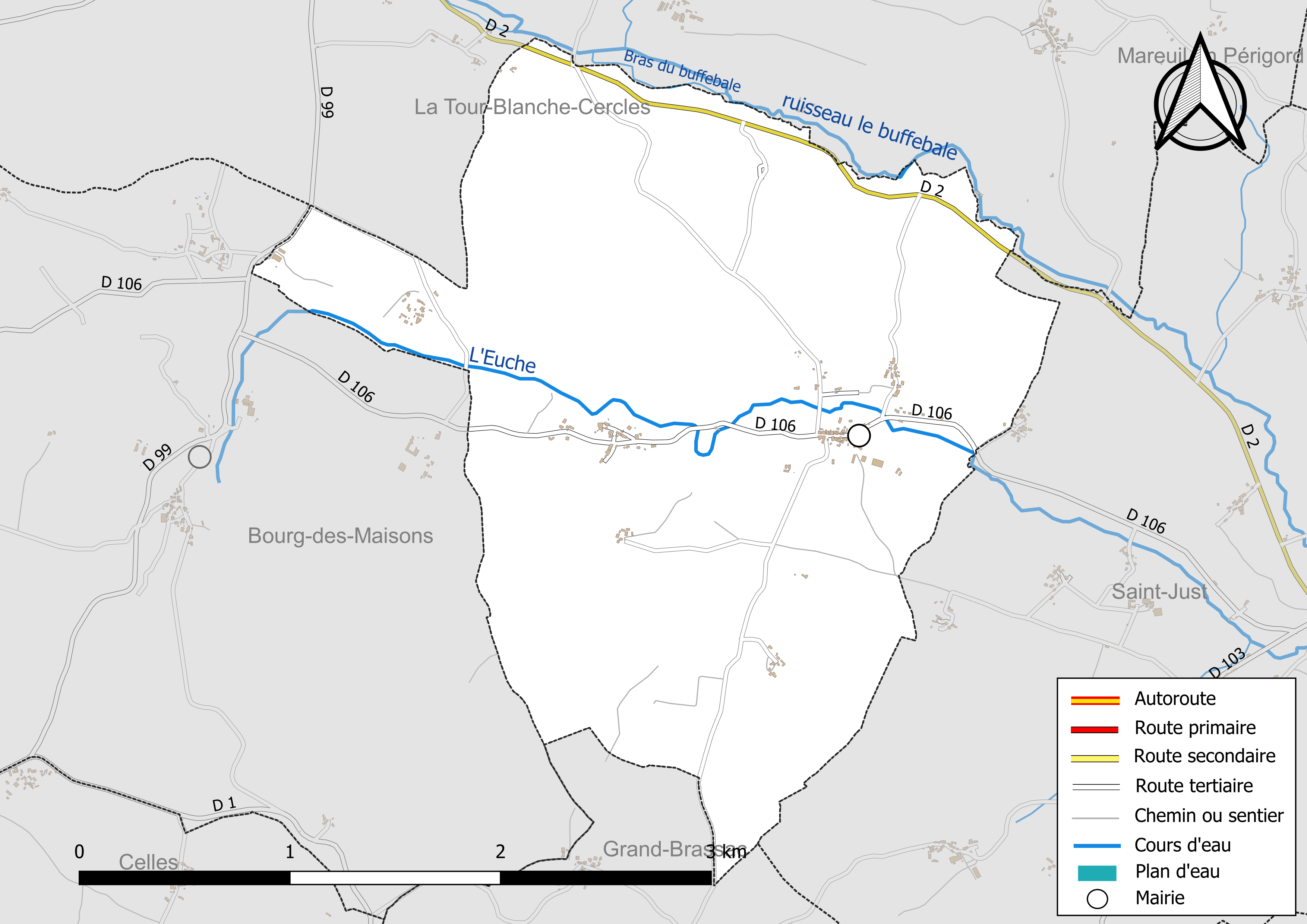
Réseaux hydrographique et routier de Chapdeuil.

#### Gestion et qualité des eaux
Le territoire communal est couvert par le schéma d'aménagement et de gestion des eaux (SAGE) « Isle - Dronne ». Ce document de planification, dont le territoire regroupe les bassins versants de l'Isle et de la Dronne, d'une superficie de 7 500 km2, a été approuvé le 2 août 2021. La structure porteuse de l'élaboration et de la mise en œuvre est l'établissement public territorial de bassin de la Dordogne (EPIDOR). Il définit sur son territoire les objectifs généraux d’utilisation, de mise en valeur et de protection quantitative et qualitative des ressources en eau superficielle et souterraine, en respect des objectifs de qualité définis dans le troisième SDAGE  du Bassin Adour-Garonne qui couvre la période 2022-2027, approuvé le 10 mars 2022.
La qualité des eaux de baignade et des cours d’eau peut être consultée sur un site dédié géré par les agences de l’eau et l’Agence française pour la biodiversité.

### Climat
Pour des articles plus généraux, voir Climat de la Nouvelle-Aquitaine et Climat de la Dordogne.
Historiquement, la commune est exposée à un climat océanique aquitain.
En 2020, Météo-France publie une typologie des climats de la France métropolitaine dans laquelle la commune est exposée à un climat océanique altéré et est dans la région climatique  Aquitaine, Gascogne, caractérisée par une pluviométrie abondante au printemps, modérée en automne, un faible ensoleillement au printemps, un été chaud (19,5 °C), des vents faibles, des brouillards fréquents en automne et en hiver et des orages fréquents en été (15 à 20 jours).
Pour la période 1971-2000, la température annuelle moyenne est de 12,3 °C, avec  une amplitude thermique annuelle de 14,9 °C. Le cumul annuel moyen de précipitations est de 939 mm, avec 12,3 jours de précipitations en janvier et 6,9 jours en juillet. Pour la période 1991-2020, la température moyenne annuelle observée sur la station météorologique la plus proche, située sur la commune de Saint-Martin-de-Fressengeas à 10 km à vol d'oiseau, est de 12,4 °C et le cumul annuel moyen de précipitations est de 1 050,4 mm,. Pour l'avenir, les paramètres climatiques de la commune estimés pour 2050 selon différents scénarios d’émission de gaz à effet de serre sont consultables sur un site dédié publié par Météo-France en novembre 2022.

## Urbanisme

### Typologie
Au 1er janvier 2024, Chapdeuil est catégorisée commune rurale à habitat très dispersé, selon la nouvelle grille communale de densité à 7 niveaux définie par l'Insee en 2022.
Elle est située hors unité urbaine et hors attraction des villes,.

### Occupation des sols
L'occupation des sols de la commune, telle qu'elle ressort de la base de données européenne d’occupation biophysique des sols Corine Land Cover (CLC), est marquée par l'importance des territoires agricoles (59,1 % en 2018), une proportion sensiblement équivalente à celle de 1990 (58,5 %). La répartition détaillée en 2018 est la suivante : 
forêts (40,9 %), zones agricoles hétérogènes (32,3 %), prairies (14,5 %), terres arables (12,3 %). L'évolution de l’occupation des sols de la commune et de ses infrastructures peut être observée sur les différentes représentations cartographiques du territoire : la carte de Cassini (XVIIIe siècle), la carte d'état-major (1820-1866) et les cartes ou photos aériennes de l'IGN pour la période actuelle (1950 à aujourd'hui).

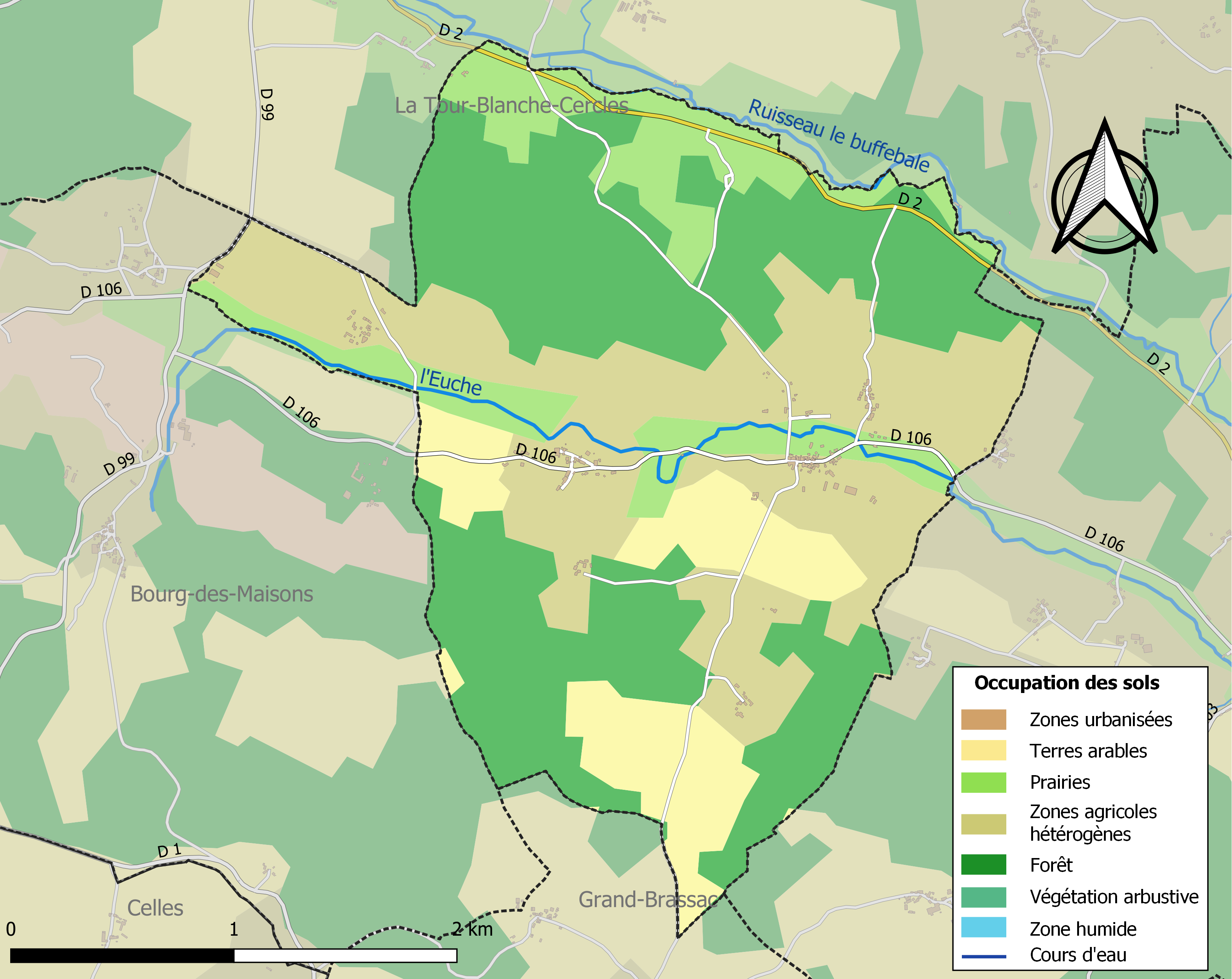
Carte des infrastructures et de l'occupation des sols de la commune en 2018 (CLC).

### Prévention des risques
Le territoire de la commune de Chapdeuil est vulnérable à différents aléas naturels : météorologiques (tempête, orage, neige, grand froid, canicule ou sécheresse), feux de forêts, mouvements de terrains et séisme (sismicité faible). Un site publié par le BRGM permet d'évaluer simplement et rapidement les risques d'un bien localisé soit par son adresse soit par le numéro de sa parcelle.
Chapdeuil est exposée au risque de feu de forêt. L’arrêté préfectoral du 14 mars 2013 fixe les conditions de pratique des incinérations et de brûlage dans un objectif de réduire le risque de départs d’incendie. À ce titre, des périodes sont déterminées : interdiction totale du 15 février au 15 mai et du 15 juin au 15 octobre, utilisation réglementée du 16 mai au 14 juin et du 16 octobre au 14 février. En septembre 2020, un plan inter-départemental de protection des forêts contre les incendies (PidPFCI) a été adopté pour la période 2019-2029,.

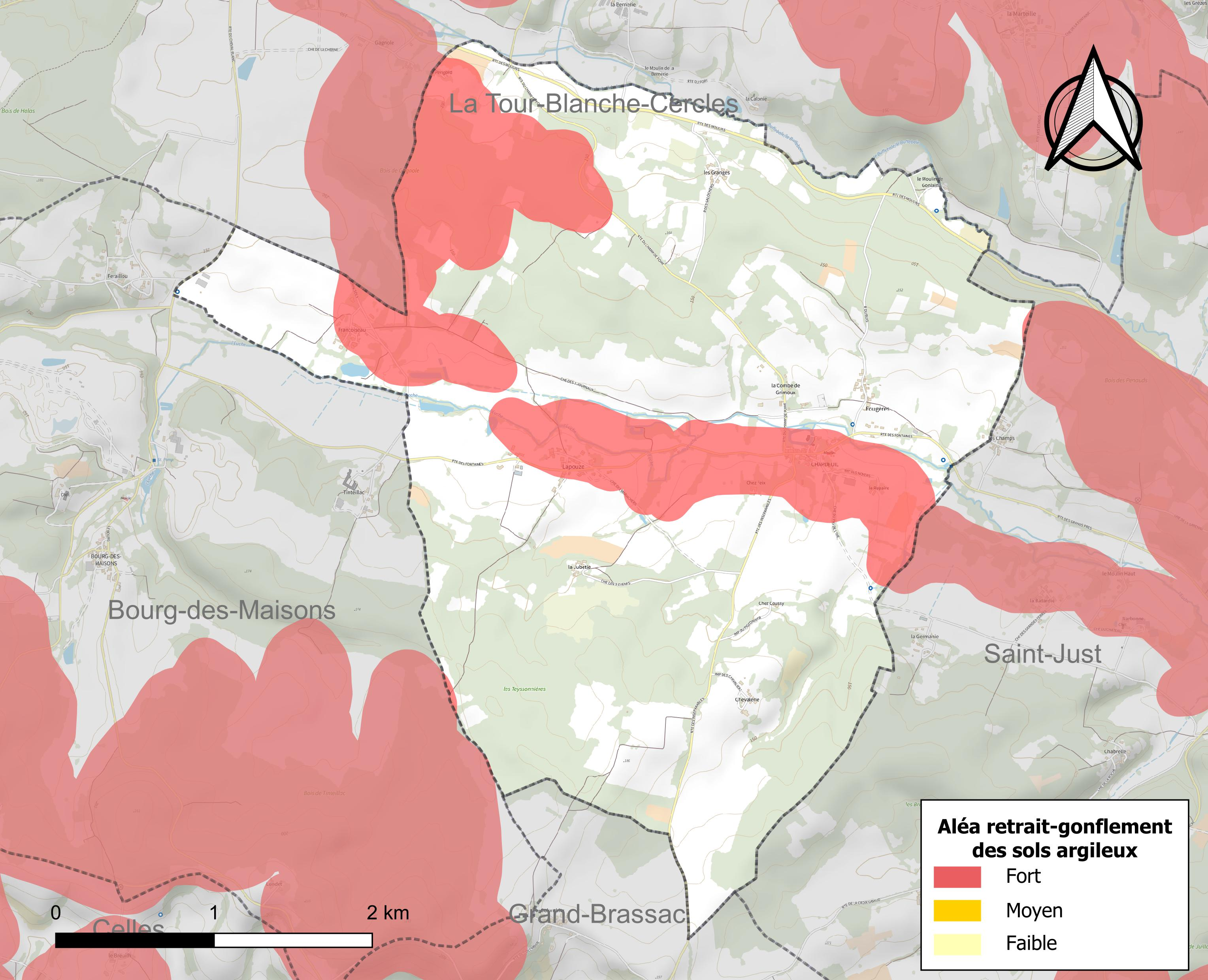
Carte des zones d'aléa retrait-gonflement des sols argileux de Chapdeuil.

Les mouvements de terrains susceptibles de se produire sur la commune sont des tassements différentiels. Le retrait-gonflement des sols argileux est susceptible d'engendrer des dommages importants aux bâtiments en cas d’alternance de périodes de sécheresse et de pluie. 20,4 % de la superficie communale est en aléa moyen ou fort (58,6 % au niveau départemental et 48,5 % au niveau national métropolitain). Depuis le 1er octobre 2020, en application de la loi ÉLAN, différentes contraintes s'imposent aux vendeurs, maîtres d'ouvrages ou constructeurs de biens situés dans une zone classée en aléa moyen ou fort,.
La commune a été reconnue en état de catastrophe naturelle au titre des dommages causés par les inondations et coulées de boue survenues en 1982, 1983 et 1999, par la sécheresse en 1992 et 1995 et par des mouvements de terrain en 1999.

## Toponymie
Le nom du village vient de l'occitan capdòlh, dérivé de capitolium, faisant référence à un donjon ou à la principale demeure d'un territoire.
En occitan, la commune porte le nom de Lu Chapduelh.

## Histoire
Le territoire communal présente des vestiges d'occupation remontant au Paléolithique et au Néolithique.
La première mention du lieu apparait en 1143 sous la forme latine Capdolium. En 1203, il est identifié comme Chadoill puis Chapdueilh en 1560.
Au XIVe siècle, Chapdeuil était le siège d'une châtellenie comprenant les paroisses de Bourg des Maisons, Cercles et Verteillac,.
Sur la carte de Cassini représentant la France entre 1756 et 1789, le village est identifié sous le nom de Chadeuil.
En 1827, la commune de Chapdeuil fusionne avec celle de Saint-Just sous le nom de Chapdeuil-et-Saint-Just. Cette fusion est annulée en 1887 et les deux communes sont alors rétablies.

## Politique et administration

### Rattachements administratifs
Dès 1790, la commune de Chapdeuil a été rattachée au canton de La Tour Blanche qui dépendait du district de Ribérac jusqu'en 1795, date de suppression des districts. Lorsque ce canton est supprimé par la loi du 8 pluviôse an IX (28 janvier 1801) portant sur la « réduction du nombre de justices de paix », la commune est rattachée au canton de Montagrier dépendant de l'arrondissement de Ribérac jusqu'en 1926, puis de l'arrondissement de Périgueux.
Dans le cadre de la réforme de 2014 définie par le décret du 21 février 2014, ce canton disparaît aux élections départementales de mars 2015. La commune est alors rattachée au canton de Brantôme, renommé canton de Brantôme en Périgord en 2020.

### Intercommunalité
Fin 2002, Chapdeuil intègre dès sa création la communauté de communes du Val de Dronne. Celle-ci est dissoute au 31 décembre 2013 et remplacée au 1er janvier 2014 par la communauté de communes du Pays Ribéracois, renommée en 2019 communauté de communes du Périgord Ribéracois.

### Administration municipale
La population de la commune étant comprise entre 100 et 499 habitants au recensement de 2017, onze conseillers municipaux ont été élus en 2020,.

### Liste des maires
| Période                                  | Période   | Identité            | Étiquette | Qualité                          |
| ---------------------------------------- | --------- | ------------------- | --------- | -------------------------------- |
| Les données manquantes sont à compléter. |           |                     |           |                                  |
|                                          |           |                     |           |                                  |
| mars 2001                                | août 2009 | Jean-Pierre Sixte   | PCF       | Agent immobilier retraité        |
| octobre 2009                             | mai 2020  | Mauricette Lemazava | DVG       |                                  |
| mai 2020                                 | En cours  | Lisa Boyer          | DVD       | Diplômée d'une école de commerce |

## Équipements et services publics

### Justice
Dans le domaine judiciaire, Chapdeuil relève : 
- du tribunal judiciaire, du tribunal pour enfants, du conseil de prud'hommes et du tribunal de commerce de Périgueux ;
- du pôle Nationalité du tribunal judiciaire de Périgueux (compétent uniquement dans le domaine de la nationalité) ;
- de la cour d'appel, du tribunal administratif et de la  cour administrative d'appel de Bordeaux.

## Population et société

### Démographie
L'évolution du nombre d'habitants est connue à travers les recensements de la population effectués dans la commune depuis 1793. Pour les communes de moins de 10 000 habitants, une enquête de recensement portant sur toute la population est réalisée tous les cinq ans, les populations de référence des années intermédiaires étant quant à elles estimées par interpolation ou extrapolation. Pour la commune, le premier recensement exhaustif entrant dans le cadre du nouveau dispositif a été réalisé en 2005.

En 2022, la commune comptait 140 habitants, en évolution de +6,06 % par rapport à 2016 (Dordogne : +0,37 %, France hors Mayotte : +2,11 %).
| 1793 | 1800 | 1806 | 1821 | 1831 | 1836 | 1841 | 1846 | 1851 |
| ---- | ---- | ---- | ---- | ---- | ---- | ---- | ---- | ---- |
| 338  | 326  | 315  | 415  | 872  | 841  | 777  | 770  | 760  |

| 1856 | 1861 | 1866 | 1872 | 1876 | 1881 | 1886 | 1891 | 1896 |
| ---- | ---- | ---- | ---- | ---- | ---- | ---- | ---- | ---- |
| 721  | 746  | 768  | 687  | 737  | 691  | 695  | 303  | 288  |

| 1901 | 1906 | 1911 | 1921 | 1926 | 1931 | 1936 | 1946 | 1954 |
| ---- | ---- | ---- | ---- | ---- | ---- | ---- | ---- | ---- |
| 266  | 260  | 250  | 238  | 212  | 233  | 221  | 234  | 219  |

| 1962 | 1968 | 1975 | 1982 | 1990 | 1999 | 2005 | 2006 | 2010 |
| ---- | ---- | ---- | ---- | ---- | ---- | ---- | ---- | ---- |
| 170  | 162  | 139  | 133  | 124  | 111  | 115  | 115  | 142  |

| 2015 | 2020 | 2022 | - | - | - | - | - | - |
| ---- | ---- | ---- | - | - | - | - | - | - |
| 130  | 137  | 140  | - | - | - | - | - | - |

#### Remarque
Le surcroit de population lors des recensements de 1831 à 1886 s'explique par la fusion temporaire de Chapdeuil avec Saint-Just, unifiées sous le nom de Chapdeuil-et-Saint-Just.

## Économie

### Emploi
En 2015, parmi la population communale comprise entre 15 et 64 ans, les actifs représentent soixante-six personnes, soit 50,8 % de la population municipale. Le nombre de chômeurs (sept) est resté stable par rapport à 2010 et le taux de chômage de cette population active s'établit à 10,6 %.

### Établissements
Au 31 décembre 2015, la commune compte douze établissements, dont quatre au niveau des commerces, transports ou services, trois dans l'industrie, deux dans l'agriculture, la sylviculture ou la pêche, deux dans la construction, et un relatif au secteur administratif.

## Culture locale et patrimoine

### Lieux et monuments
- Château de Chapdeuil, inscrit aux monuments historiques depuis 1988 entre autres pour ses façades, ses toitures, son donjon, son pigeonnier, ses douves[59],[60].
- L'église Saint-Astier date de 1877. Elle remplace une ancienne église, connue dès le XIIe siècle[61].
- Maison forte du XVIe siècle avec tour, dans le village de Chapdeuil[62].

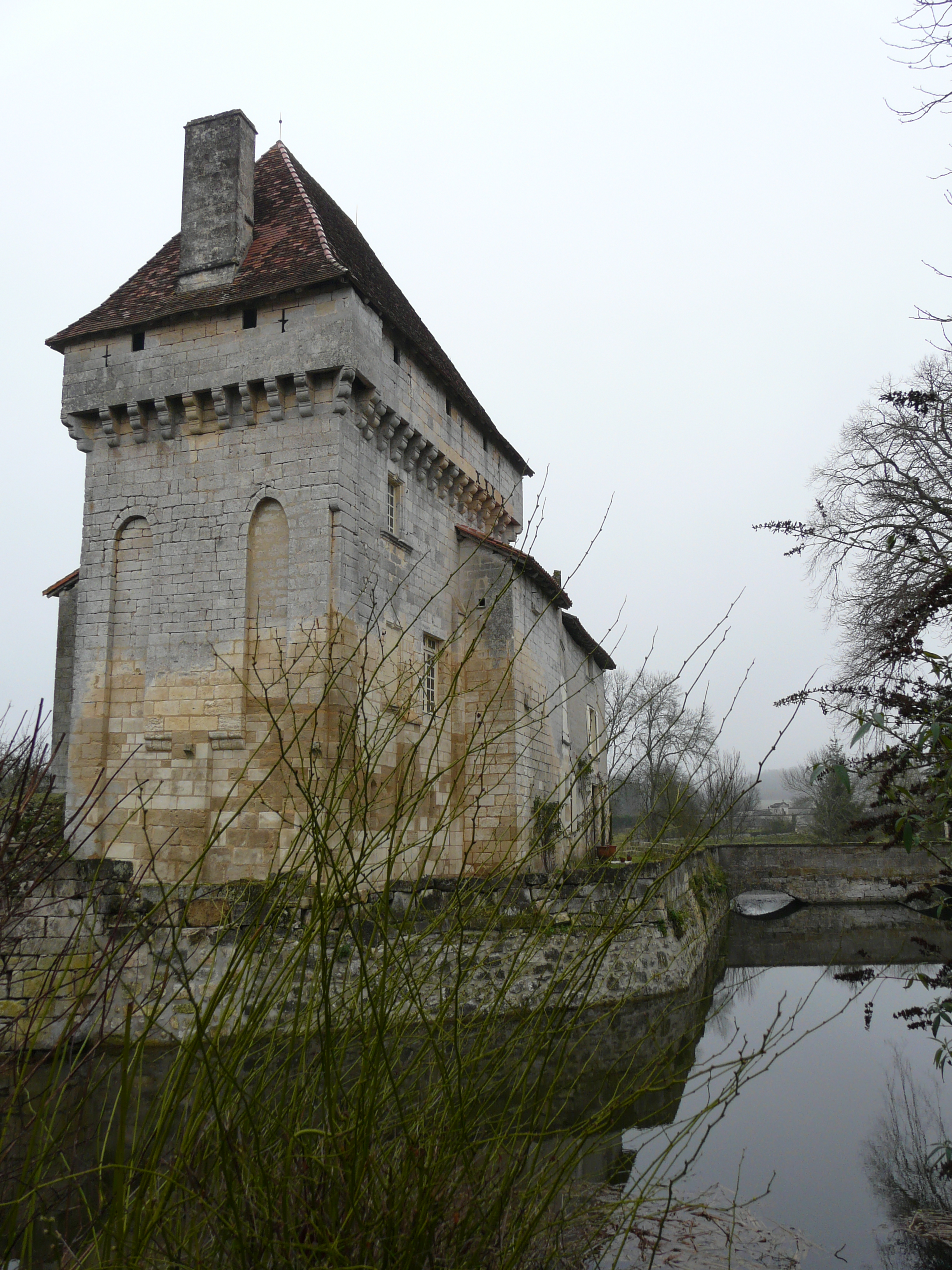
Le château de Chapdeuil.
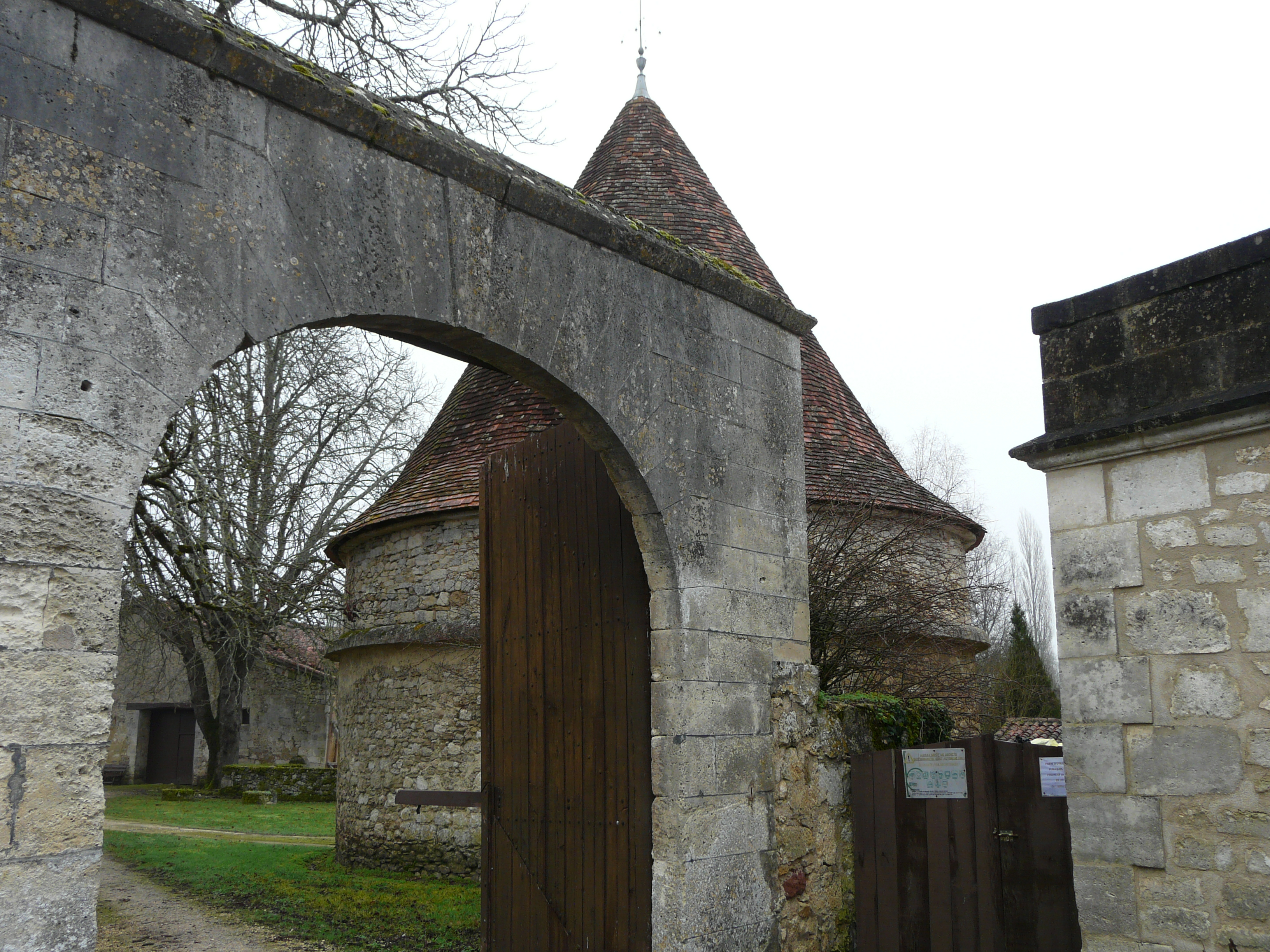
Son pigeonnier.
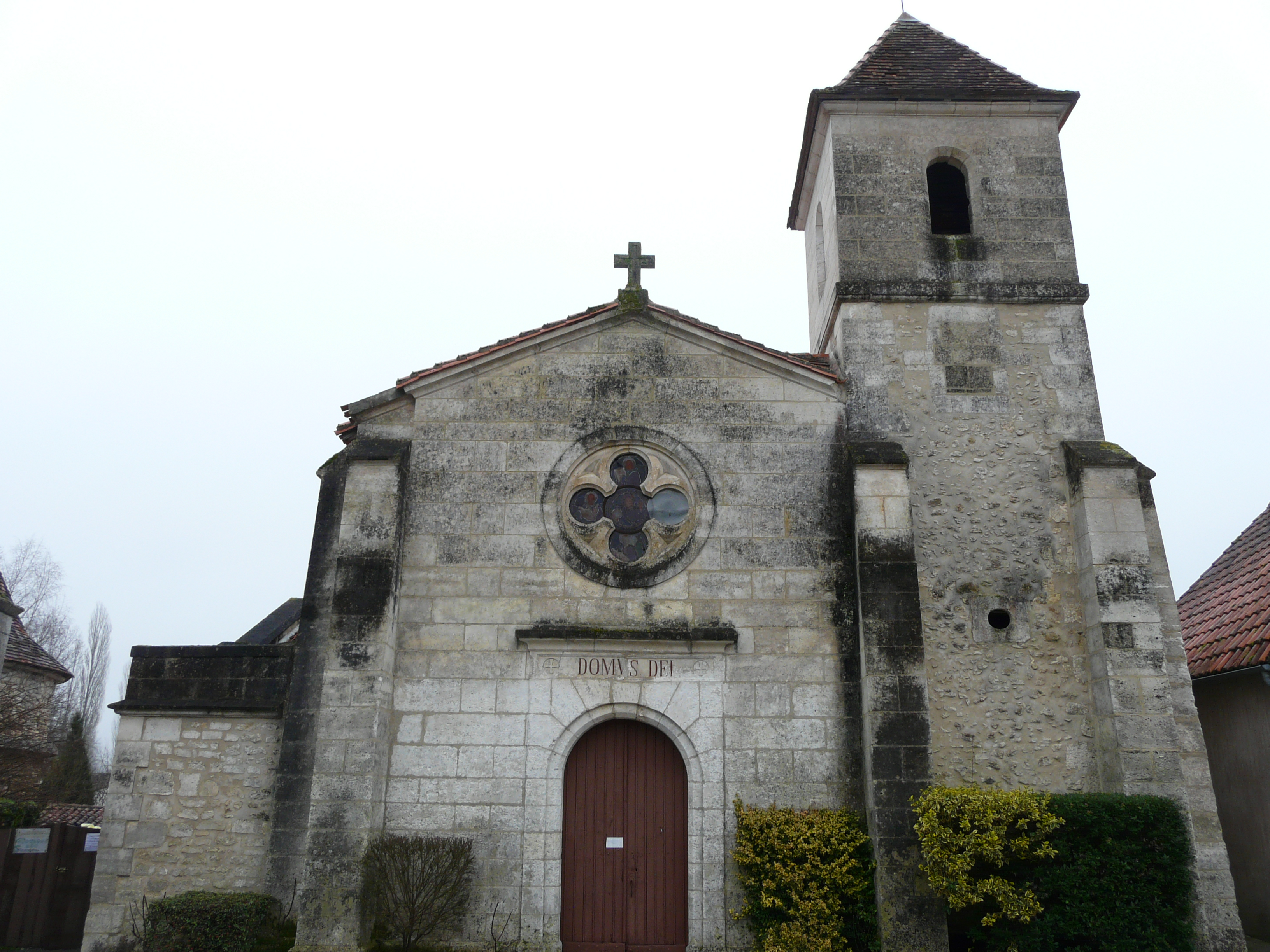
L'église Saint-Astier.
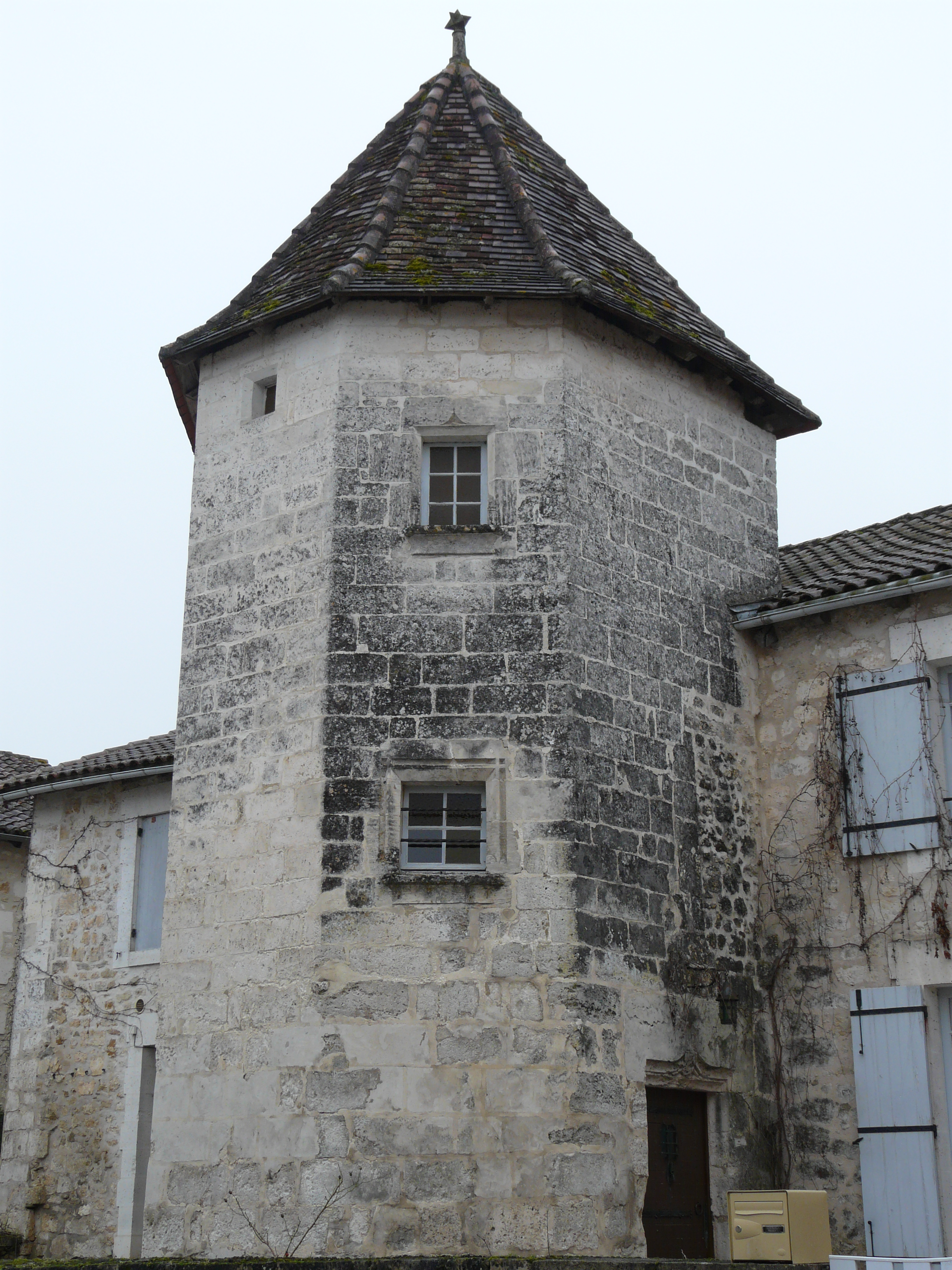
La tour de la maison forte.
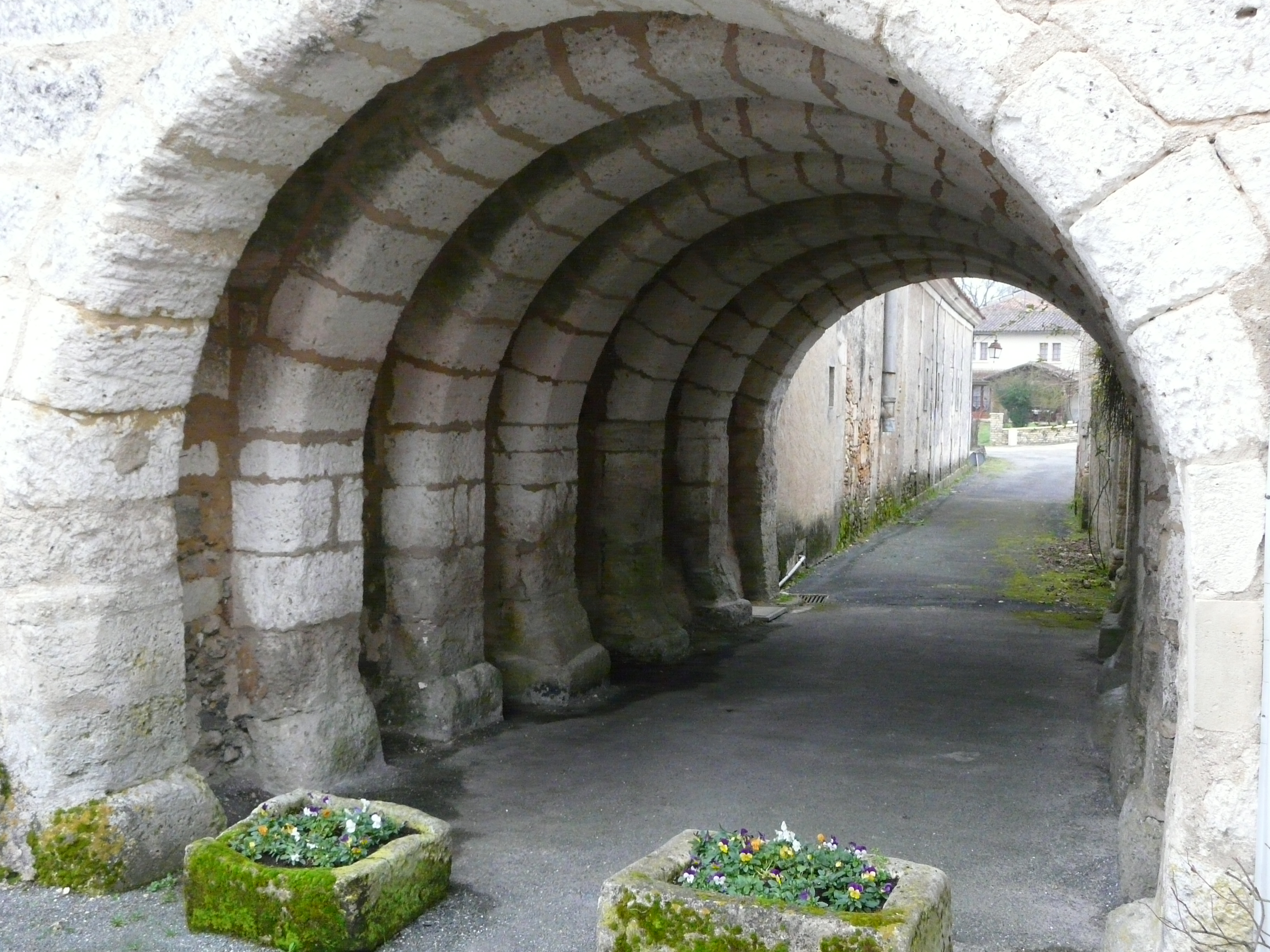
Passage dans le village de Chapdeuil.
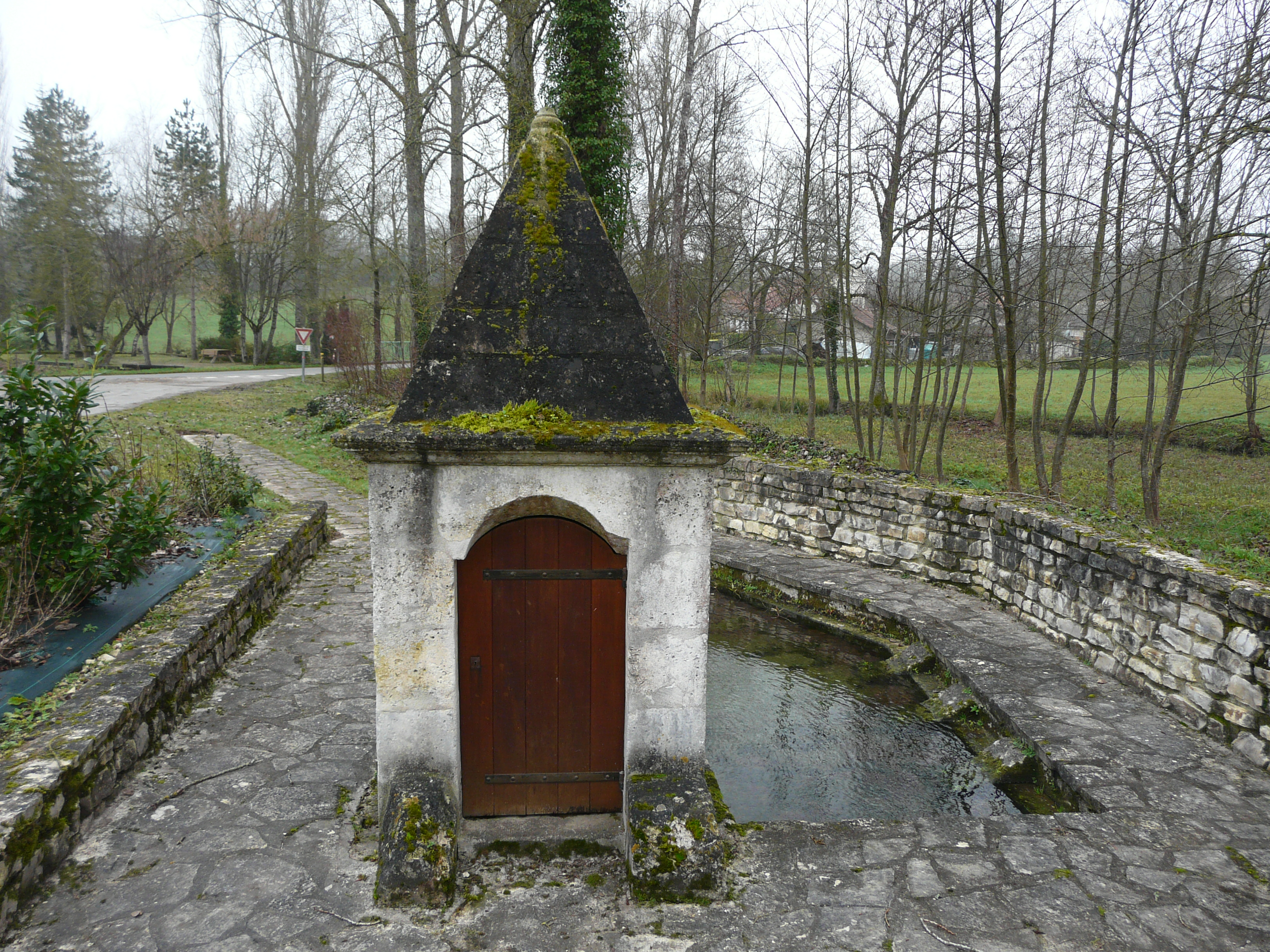
Captage de source et lavoir.

### Héraldique
Pour un article plus général, voir Armorial des communes de la Dordogne.
| Blason de Chapdeuil | Blason  | Coupé ondé : au 1) parti au 1a) d'azur à trois ammonites d'argent, au 1b) d'argent à un chêne coupé de tenné, englanté d'or et feuillé de sinople ; au 2) de gueules à trois lionceaux d'or armés, lampassés et couronnés d'azur. |
| Blason de Chapdeuil | Détails | Création J-F Binon. Adoption le 11 juin 2024. |

## Pour approfondir